# English Football League One 2021-22
La English Football League One 2021-22, conocida por razones de patrocinio como Sky BET League One, fue la decimoctava edición desde su creación en 2004. Correspondió a la tercera categoría del fútbol inglés y la disputaron 24 equipos que buscaron el ascenso a la EFL Championship.

## Relevos
| Pos.  | a EFL Championship  |
| ----- | ------------------- |
| 1.°   | Hull City           |
| 2.°   | Peterborough United |
| Prom. | Blackpool           |

| Pos.  | a EFL League One |
| ----- | ---------------- |
| 1.°   | Cheltenham Town  |
| 2.°   | Cambridge United |
| 3.°   | Bolton Wanderers |
| Prom. | Morecambe        |

| Pos. | a EFL League One    |
| ---- | ------------------- |
| 22.º | Wycombe Wanderers   |
| 23.º | Rotherham United    |
| 24.º | Sheffield Wednesday |

| Pos. | a EFL League Two |
| ---- | ---------------- |
| 21º  | Rochdale         |
| 22.° | Northampton Town |
| 23.° | Swindon Town     |
| 24.° | Bristol Rovers   |

## Información
| Equipo              | Ciudad              | Entrenador                   | Capitán          | Estadio                      | Capacidad | Marca            | Patrocinador                                                                  |
| ------------------- | ------------------- | ---------------------------- | ---------------- | ---------------------------- | --------- | ---------------- | ----------------------------------------------------------------------------- |
| Accrington Stanley  | Accrington          | John Coleman                 | Séamus Conneely  | The Wham Stadium             | 5 450     | Adidas           | Wham                                                                          |
| Bolton Wanderers    | Horwich             | Ian Evatt                    | Alex Almeida     | University of Bolton Stadium | 28 723    | Macron           | Home Bargains                                                                 |
| Burton Albion       | Burton upon Trent   | Jimmy Floyd Hasselbaink      | John Brayford    | Pirelli Stadium              | 6 912     | TAG              | Prestec UK Ltd                                                                |
| Cambridge United    | Cambridge           | Mark Bonner                  | Greg Taylor      | Abbey Stadium                | 8127      | Hummel           | Mick George                                                                   |
| Charlton Athletic   | Londres (Greenwich) | Johnnie Jackson              | Jason Pearce     | The Valley                   | 27 111    | Hummel           | Children with Cancer UK                                                       |
| Cheltenham Town     | Cheltenham          | Michael Duff                 | Ben Tozer        | Whaddon Road                 | 7066      | Èrrea            | MIRA                                                                          |
| Crewe Alexandra     | Crewe               | Lee Bell INT Alex Morris INT | Perry Ng         | Gresty Road                  | 10 180    | FBT              | Mornflake                                                                     |
| Doncaster Rovers    | Doncaster           | Gary McSheffrey              | Tom Anderson     | Keepmoat Stadium             | 15 231    | Elite Pro Sports | LNER                                                                          |
| Fleetwood Town      | Fleetwood           | Stephen Crainey              | Paul Coutts      | Highbury Stadium             | 5 327     | Hummel           | BES Utilities                                                                 |
| Gillingham          | Gillingham          | Neil Harris                  | Kyle Dempsey     | Priestfield Stadium          | 11 582    | Macron           | MEMS Power Generation                                                         |
| Ipswich Town        | Ipswich             | Kieran Mckenna               | Luke Chambers    | Portman Road                 | 30 311    | Adidas           | Carers Trust                                                                  |
| Lincoln City        | Lincoln             | Michael Appleton             | Liam Bridcutt    | LNER Stadium                 | 10 130    | Erreà            | Peregrine Holdings                                                            |
| Milton Keynes Dons  | Milton Keynes       | Liam Manning                 | Dean Lewington   | Stadium MK                   | 30 500    | Erreà            | Suzuki                                                                        |
| Morecambe           | Morecambe           | Derek Adams                  | Samuel Lavalle   | Globe Arena                  | 6476      | Macron           | Annapurna Recruitment                                                         |
| Oxford United       | Oxford              | Karl Robinson                | John Mousinho    | Grenoble Road                | 12 500    | Puma             | Amazing Thailand                                                              |
| Plymouth Argyle     | Plymouth            | Steven Schumacher            | Gary Sawyer      | Home Park                    | 18 600    | Puma             | Ginsters                                                                      |
| Portsmouth          | Portsmouth          | Danny Cowley                 | Tom Naylor       | Fratton Park                 | 20 688    | Nike             | University of Portsmouth                                                      |
| Rotherham United    | Rotherham           | Paul Warne                   | Richard Wood     | New York Stadium             | 12 000    | Puma             | 2 patrocinadores Embark Group Limited (local) Mears Group (segunda y tercera) |
| Sheffield Wednesday | Sheffield           | Darren Moore                 | Barry Bannan     | Estadio Hillsborough         | 39 752    | Elev8            | Chansiri                                                                      |
| Shrewsbury Town     | Shrewsbury          | Steve Cotterill              | David Edwards    | Montgomery Waters Meadow     | 9 875     | Admiral          | 2 patrocinadores Tuffins Supermarkets (local) Shropshire Homes (visitante)    |
| Sunderland          | Sunderland          | Alex Neil                    | Corry Evans      | Stadium of Light             | 48 707    | Nike             | Great Annual Savings                                                          |
| Wigan Athletic      | Wigan               | Leam Richardson              | Joe Garner       | DW Stadium                   | 25 133    | Puma             | Wigan Athletic Official Supporters Club                                       |
| Wimbledon           | Londres (Merton)    | Mark Bowen                   | Will Nightingale | Plough Lane                  | 4 850     | Puma             | Sports Interactive                                                            |
| Wycombe Wanderers   | High Wycombe        | Gareth Ainsworth             | Matt Bloomfield  | Adams Park                   | 10 000    | O'Neills         | 2 patrocinadores Dreams (local y visitante) Cherry Red Records (tercera)      |

| Datos actualizados a 10 de febrero de 2021. |

## Localización
| Condado                                                                                        | N.º | Equipos                                                  |
| ---------------------------------------------------------------------------------------------- | --- | -------------------------------------------------------- |
| Lancashire                                                                                     | 3   | Accrington Stanley, Fleetwood Town y Morecambe           |
| Yorkshire del Sur                                                                              | 3   | Doncaster Rovers, Rotherham United y Sheffield Wednesday |
| Buckinghamshire                                                                                | 2   | MK Dons y Wycombe Wanderers                              |
| Gran Londres                                                                                   | 2   | AFC Wimbledon y Charlton Athletic                        |
| Gran Mánchester                                                                                | 2   | Bolton Wanderers y Wigan Athletic                        |
| Cambridgeshire                                                                                 | 1   | Cambridge United                                         |
| Cheshire                                                                                       | 1   | Crewe Alexandra                                          |
| Devon                                                                                          | 1   | Plymouth Argyle                                          |
| Gloucestershire                                                                                | 1   | Cheltenham Town                                          |
| Hampshire                                                                                      | 1   | Portsmouth                                               |
| Kent                                                                                           | 1   | Gillingham                                               |
| Lincolnshire                                                                                   | 1   | Lincoln City                                             |
| Oxfordshire                                                                                    | 1   | Oxford United                                            |
| Shropshire                                                                                     | 1   | Shrewsbury Town                                          |
| Staffordshire                                                                                  | 1   | Burton Albion                                            |
| Suffolk                                                                                        | 1   | Ipswich Town                                             |
| [[Archivo:\|class=notpageimage noviewer\|20x20px\|border\|Bandera de Tyne y Wear]] Tyne y Wear | 1   | Sunderland                                               |

## Clasificación
Los dos primeros equipos de la clasificación ascendieron directamente a la EFL Championship 2022-23, los clubes ubicados del tercer al sexto puesto disputaron un play-off para determinar un tercer ascenso. 
| Pos. | Equipo                | Pts. | PJ | G  | E  | P  | GF | GC | Dif. | Clasificación 2022-23               |
| ---- | --------------------- | ---- | -- | -- | -- | -- | -- | -- | ---- | ----------------------------------- |
| 1    | Wigan Athletic (C, A) | 92   | 46 | 27 | 11 | 8  | 82 | 44 | +38  | Ascenso a la EFL Championship.      |
| 2    | Rotherham United (A)  | 90   | 46 | 27 | 9  | 10 | 70 | 33 | +37  | Ascenso a la EFL Championship.      |
| 3    | Milton Keynes Dons    | 89   | 46 | 26 | 11 | 9  | 78 | 44 | +34  | Play-offs para la EFL Championship. |
| 4    | Sheffield Wednesday   | 85   | 46 | 24 | 13 | 9  | 78 | 50 | +28  | Play-offs para la EFL Championship. |
| 5    | Sunderland (A)        | 84   | 46 | 24 | 12 | 10 | 79 | 53 | +26  | Play-offs para la EFL Championship. |
| 6    | Wycombe Wanderers     | 83   | 46 | 23 | 14 | 9  | 75 | 51 | +24  | Play-offs para la EFL Championship. |
| 7    | Plymouth Argyle       | 80   | 46 | 23 | 11 | 12 | 68 | 48 | +20  |                                     |
| 8    | Oxford United         | 76   | 46 | 22 | 10 | 14 | 82 | 59 | +23  |                                     |
| 9    | Bolton Wanderers      | 73   | 46 | 21 | 10 | 15 | 74 | 57 | +17  |                                     |
| 10   | Portsmouth            | 73   | 46 | 20 | 13 | 13 | 68 | 51 | +17  |                                     |
| 11   | Ipswich Town          | 70   | 46 | 18 | 16 | 12 | 67 | 46 | +21  |                                     |
| 12   | Accrington Stanley    | 61   | 46 | 17 | 10 | 19 | 61 | 80 | −19  |                                     |
| 13   | Charlton Athletic     | 59   | 46 | 17 | 8  | 21 | 55 | 59 | −4   |                                     |
| 14   | Cambridge United      | 58   | 46 | 15 | 13 | 18 | 56 | 74 | −18  |                                     |
| 15   | Cheltenham Town       | 56   | 46 | 13 | 17 | 16 | 66 | 80 | −14  |                                     |
| 16   | Burton Albion         | 53   | 46 | 14 | 11 | 21 | 51 | 67 | −16  |                                     |
| 17   | Lincoln City          | 52   | 46 | 14 | 10 | 22 | 55 | 63 | −8   |                                     |
| 18   | Shrewsbury Town       | 50   | 46 | 12 | 14 | 20 | 47 | 51 | −4   |                                     |
| 19   | Morecambe             | 42   | 46 | 10 | 12 | 24 | 57 | 88 | −31  |                                     |
| 20   | Fleetwood Town        | 40   | 46 | 8  | 16 | 22 | 62 | 82 | −20  |                                     |
| 21   | Gillingham (D)        | 40   | 46 | 8  | 16 | 22 | 35 | 69 | −34  | Descenso de categoría.              |
| 22   | Doncaster Rovers (D)  | 38   | 46 | 10 | 8  | 28 | 36 | 81 | −45  | Descenso de categoría.              |
| 23   | Wimbledon (D)         | 37   | 46 | 6  | 19 | 21 | 49 | 75 | −26  | Descenso de categoría.              |
| 24   | Crewe Alexandra (D)   | 29   | 46 | 7  | 8  | 31 | 37 | 83 | −46  | Descenso de categoría.              |

 Fuente: EFL

## Resultados
| Local \ Visitante   | ACC | BOL | BUR | CAM | CHA | CHE | CRE | DON | FLE | GIL | IPS | LCI | MKD | MOR | OXF | PLY | POR | ROT | SHE | SHR | SUN | WIG | WIM | WYC |
| ------------------- | --- | --- | --- | --- | --- | --- | --- | --- | --- | --- | --- | --- | --- | --- | --- | --- | --- | --- | --- | --- | --- | --- | --- | --- |
| Accrington Stanley  | —   | 1–0 | 0–0 | 2–1 | 2–1 | 4–4 | 4–1 | 1–0 | 5–1 | 1–2 | 2–1 | 2–1 | 1–1 | 2–2 | 2–0 | 1–4 | 2–2 | 1–0 | 2–3 | 1–0 | 1–1 | 1–4 | 0–2 | 3–2 |
| Bolton Wanderers    | 3–1 | —   | 0–0 | 2–0 | 2–1 | 2–2 | 2–0 | 3–0 | 4–2 | 2–2 | 2–0 | 3–1 | 3–3 | 1–1 | 2–1 | 0–1 | 1–1 | 0–2 | 1–1 | 2–1 | 6–0 | 0–4 | 4–0 | 0–2 |
| Burton Albion       | 4–0 | 3–1 | —   | 2–2 | 0–1 | 1–1 | 4–1 | 2–0 | 3–2 | 1–1 | 2–1 | 1–2 | 0–1 | 3–2 | 1–3 | 0–0 | 2–1 | 2–0 | 0–2 | 0–2 | 1–0 | 0–0 | 1–1 | 1–2 |
| Cambridge United    | 2–0 | 1–0 | 3–0 | —   | 0–2 | 2–2 | 1–0 | 3–1 | 2–2 | 0–2 | 2–2 | 1–5 | 0–1 | 2–1 | 1–1 | 2–0 | 0–0 | 0–1 | 1–1 | 0–0 | 1–2 | 2–2 | 1–0 | 1–4 |
| Charlton Athletic   | 2–3 | 1–4 | 2–0 | 2–0 | —   | 1–2 | 2–0 | 4–0 | 2–0 | 1–0 | 2–0 | 1–2 | 0–2 | 2–3 | 0–4 | 2–0 | 2–2 | 1–1 | 0–0 | 2–0 | 0–0 | 0–2 | 3–2 | 0–1 |
| Cheltenham Town     | 1–0 | 1–2 | 1–1 | 0–5 | 1–1 | —   | 1–2 | 4–0 | 2–0 | 2–2 | 2–1 | 2–2 | 1–1 | 3–1 | 1–0 | 0–2 | 1–0 | 0–2 | 2–2 | 2–1 | 2–1 | 0–0 | 3–1 | 1–3 |
| Crewe Alexandra     | 0–1 | 0–1 | 2–0 | 2–2 | 2–1 | 1–1 | —   | 1–1 | 1–3 | 2–0 | 1–1 | 2–0 | 1–4 | 1–3 | 0–1 | 1–4 | 1–1 | 0–2 | 0–2 | 0–0 | 0–4 | 0–2 | 3–1 | 1–3 |
| Doncaster Rovers    | 2–0 | 1–2 | 2–0 | 1–1 | 0–1 | 3–2 | 2–0 | —   | 0–1 | 0–1 | 0–1 | 0–0 | 2–1 | 1–0 | 1–2 | 1–3 | 0–0 | 0–5 | 1–3 | 1–0 | 0–3 | 1–2 | 1–2 | 0–2 |
| Fleetwood Town      | 1–2 | 3–0 | 0–1 | 1–1 | 1–2 | 3–2 | 3–0 | 0–0 | —   | 2–1 | 0–2 | 1–1 | 1–1 | 1–2 | 2–3 | 3–3 | 0–1 | 1–0 | 2–3 | 0–3 | 2–2 | 2–3 | 1–1 | 3–3 |
| Gillingham          | 0–0 | 0–3 | 1–3 | 1–0 | 1–1 | 0–2 | 1–0 | 1–0 | 0–0 | —   | 0–4 | 1–1 | 1–4 | 2–1 | 2–7 | 0–2 | 0–1 | 0–2 | 0–0 | 0–0 | 1–2 | 0–2 | 0–0 | 1–1 |
| Ipswich Town        | 2–1 | 2–5 | 3–0 | 0–1 | 4–0 | 0–0 | 2–1 | 6–0 | 2–1 | 1–0 | —   | 2–0 | 2–2 | 2–2 | 0–0 | 1–0 | 0–0 | 0–2 | 1–1 | 2–1 | 1–1 | 2–2 | 2–2 | 1–0 |
| Lincoln City        | 0–1 | 0–1 | 1–2 | 0–1 | 2–1 | 3–0 | 2–1 | 0–1 | 2–1 | 0–2 | 0–1 | —   | 2–3 | 2–1 | 2–0 | 2–2 | 0–3 | 1–1 | 3–1 | 1–1 | 0–0 | 1–3 | 0–1 | 1–1 |
| Milton Keynes Dons  | 2–0 | 2–0 | 1–0 | 4–1 | 2–1 | 3–1 | 2–1 | 0–1 | 3–3 | 0–0 | 0–0 | 2–1 | —   | 2–0 | 1–2 | 1–1 | 1–0 | 0–3 | 2–3 | 2–0 | 1–2 | 1–1 | 1–0 | 1–0 |
| Morecambe           | 3–3 | 1–1 | 3–0 | 0–2 | 2–2 | 1–3 | 1–2 | 4–3 | 0–0 | 1–1 | 1–1 | 2–0 | 0–4 | —   | 2–1 | 1–1 | 1–1 | 0–1 | 1–0 | 2–0 | 0–1 | 1–2 | 3–4 | 3–2 |
| Oxford United       | 5–1 | 2–3 | 4–1 | 4–2 | 2–1 | 1–1 | 1–0 | 1–1 | 3–1 | 1–1 | 1–1 | 3–1 | 1–0 | 3–1 | —   | 1–3 | 3–2 | 0–0 | 3–2 | 2–0 | 1–2 | 2–3 | 3–0 | 0–0 |
| Plymouth Argyle     | 4–0 | 3–0 | 2–1 | 1–1 | 1–0 | 2–0 | 1–1 | 2–1 | 1–1 | 1–0 | 2–1 | 1–2 | 0–5 | 2–0 | 1–0 | —   | 1–0 | 0–1 | 3–0 | 1–0 | 0–0 | 1–2 | 2–0 | 0–3 |
| Portsmouth          | 4–0 | 1–0 | 2–1 | 1–2 | 1–2 | 1–1 | 2–0 | 4–0 | 3–3 | 3–1 | 0–4 | 3–2 | 1–2 | 2–0 | 3–2 | 2–2 | —   | 3–0 | 0–0 | 1–0 | 4–0 | 3–2 | 2–1 | 0–0 |
| Rotherham United    | 1–0 | 2–1 | 3–1 | 3–1 | 0–1 | 1–0 | 1–1 | 2–0 | 2–4 | 5–1 | 1–0 | 2–1 | 1–2 | 2–0 | 2–1 | 2–0 | 4–1 | —   | 0–2 | 0–3 | 5–1 | 1–1 | 3–0 | 0–0 |
| Sheffield Wednesday | 1–1 | 1–0 | 5–2 | 6–0 | 2–0 | 4–1 | 1–0 | 2–0 | 1–0 | 1–1 | 1–0 | 1–1 | 2–1 | 2–0 | 1–2 | 4–2 | 4–1 | 0–2 | —   | 1–1 | 3–0 | 1–0 | 2–1 | 2–2 |
| Shrewsbury Town     | 0–0 | 0–1 | 0–1 | 4–1 | 1–0 | 3–1 | 1–1 | 3–3 | 1–1 | 2–1 | 1–1 | 1–0 | 1–0 | 5–0 | 1–2 | 0–3 | 1–2 | 0–0 | 1–0 | —   | 1–1 | 0–3 | 2–1 | 1–2 |
| Sunderland          | 2–1 | 1–0 | 1–1 | 5–1 | 0–1 | 5–0 | 2–0 | 1–2 | 3–1 | 1–0 | 2–0 | 1–3 | 1–2 | 5–0 | 1–1 | 2–1 | 1–0 | 1–1 | 5–0 | 3–2 | —   | 2–1 | 1–0 | 3–1 |
| Wigan Athletic      | 3–0 | 1–1 | 2–0 | 1–2 | 2–1 | 2–0 | 2–0 | 2–1 | 2–0 | 3–2 | 1–1 | 1–2 | 1–2 | 4–1 | 1–1 | 1–1 | 1–0 | 1–0 | 1–2 | 2–1 | 0–3 | —   | 1–0 | 1–1 |
| Wimbledon           | 3–4 | 3–3 | 1–1 | 0–1 | 1–1 | 2–2 | 3–2 | 2–2 | 2–2 | 1–1 | 0–2 | 0–2 | 1–1 | 0–0 | 3–1 | 0–1 | 0–0 | 0–1 | 2–2 | 1–1 | 1–1 | 0–2 | —   | 1–1 |
| Wycombe Wanderers   | 2–1 | 1–0 | 2–1 | 3–0 | 2–1 | 5–5 | 2–1 | 2–0 | 1–0 | 2–0 | 1–4 | 1–0 | 0–1 | 4–3 | 2–0 | 2–0 | 0–1 | 0–0 | 1–0 | 0–0 | 3–3 | 1–3 | 2–2 | —   |

## Play-offs

### Cuadro de desarrollo
|  | Semifinales                                                | Semifinales                                                | Semifinales                                                | Semifinales                                                | Semifinales                                                |   |                   | Final              | Final              | Final              |  |
|  | 5 y 6 de mayo de 2022 (ida) 8 y 9 de mayo de 2022 (vuelta) | 5 y 6 de mayo de 2022 (ida) 8 y 9 de mayo de 2022 (vuelta) | 5 y 6 de mayo de 2022 (ida) 8 y 9 de mayo de 2022 (vuelta) | 5 y 6 de mayo de 2022 (ida) 8 y 9 de mayo de 2022 (vuelta) | 5 y 6 de mayo de 2022 (ida) 8 y 9 de mayo de 2022 (vuelta) |   |                   | 21 de mayo de 2022 | 21 de mayo de 2022 | 21 de mayo de 2022 |  |
|  |                                                            |                                                            |                                                            |                                                            |                                                            |   |                   |                    |                    |                    |  |
|  |                                                            |                                                            |                                                            |                                                            |                                                            |   |                   |                    |                    |                    |  |
|  | 3                                                          | Milton Keynes Dons                                         | 0                                                          | 1                                                          | 1                                                          |   |                   |                    |                    |                    |  |
|  | 3                                                          | Milton Keynes Dons                                         | 0                                                          | 1                                                          | 1                                                          |   |                   |                    |                    |                    |  |
|  | 6                                                          | Wycombe Wanderers                                          | 2                                                          | 0                                                          | 2                                                          |   |                   |                    |                    |                    |  |
|  | 6                                                          | Wycombe Wanderers                                          | 2                                                          | 0                                                          | 2                                                          |   | Wycombe Wanderers | Wycombe Wanderers  | 0                  |                    |  |
|  |                                                            |                                                            |                                                            |                                                            |                                                            |   | Wycombe Wanderers | Wycombe Wanderers  | 0                  |                    |  |
|  |                                                            |                                                            | Sunderland                                                 | Sunderland                                                 | 2                                                          |   |                   |                    |                    |                    |  |
|  | 4                                                          | Sheffield Wednesday                                        | Sunderland                                                 | Sunderland                                                 | 2                                                          | 0 | 1                 | 1                  |                    |                    |  |
|  | 4                                                          | Sheffield Wednesday                                        |                                                            |                                                            |                                                            | 0 | 1                 | 1                  |                    |                    |  |
|  | 5                                                          | Sunderland                                                 | 1                                                          | 1                                                          | 2                                                          |   |                   |                    |                    |                    |  |
|  | 5                                                          | Sunderland                                                 | 1                                                          | 1                                                          | 2                                                          |   |                   |                    |                    |                    |  |
|  |                                                            |                                                            |                                                            |                                                            |                                                            |   |                   |                    |                    |                    |  |

### Semifinales
- Los horarios corresponden al huso horario de verano británico BST (UTC+1).

| Ida; 5 de mayo de 2022 | Wycombe Wanderers           | 2 – 0   | Milton Keynes Dons | Adams Park, Wycombe                                   |                                                       |
| 19:45                  | - Tafazolli 38' - Vokes 82' | Reporte |                    | Asistencia: 8987 espectadores Árbitro(s): Darren Bond | Asistencia: 8987 espectadores Árbitro(s): Darren Bond |

| Vuelta; 8 de mayo de 2022 | Milton Keynes Dons | 1 – 0 (Global 1 – 2) | Wycombe Wanderers | Stadium MK, Milton Keynes                                  |                                                            |
| 18:30                     | Parrott 25'        | Reporte              |                   | Asistencia: 13 012 espectadores Árbitro(s): Thomas Bramall | Asistencia: 13 012 espectadores Árbitro(s): Thomas Bramall |

| Ida; 6 de mayo de 2022 | Sunderland    | 1 – 0   | Sheffield Wednesday | Stadium of Light, Sunderland                                |                                                             |
| 19:45                  | Stewart 90+1' | Reporte |                     | Asistencia: 44 742 espectadores Árbitro(s): Matthew Donohue | Asistencia: 44 742 espectadores Árbitro(s): Matthew Donohue |

| Vuelta; 9 de mayo de 2022 | Sheffield Wednesday | 1 – 1 (Global 1 – 2) | Sunderland    | Estadio Hillsborough, Sheffield |                              |
| 19:45                     | Gregory 75'         | Reporte              | Roberts 90+3' | Árbitro(s): James Linnington    | Árbitro(s): James Linnington |

### Final
- El horario corresponde al huso horario de verano británico BST (UTC+1).

| 21 de mayo de 2022 | Wycombe Wanderers | 0 – 2   | Sunderland                   | Estadio Wembley, Londres                                                |                                                                         |
| 15:00              |                   | Reporte | - Embleton 12' - Stewart 79' | Asistencia: 72 332 espectadores Árbitro(s): Simon Hooper VAR: Lee Mason | Asistencia: 72 332 espectadores Árbitro(s): Simon Hooper VAR: Lee Mason |

| Wycombe Wanderers | vs. | Sunderland |